# Орда, Наполеон
Наполео́н Мате́уш Таде́уш О́рда (пол. Napoleon Mateusz Tadeusz Orda; 11 февраля 1807, Вороцевичи, Пинский уезд, Минская губерния — 26 апреля 1883, Варшава) — белорусский, литовский и польский литератор, музыкант, композитор, художник, скульптор, педагог.

## Биография

Картезианский монастырь в Берёзе. Рисунок Н. Орды

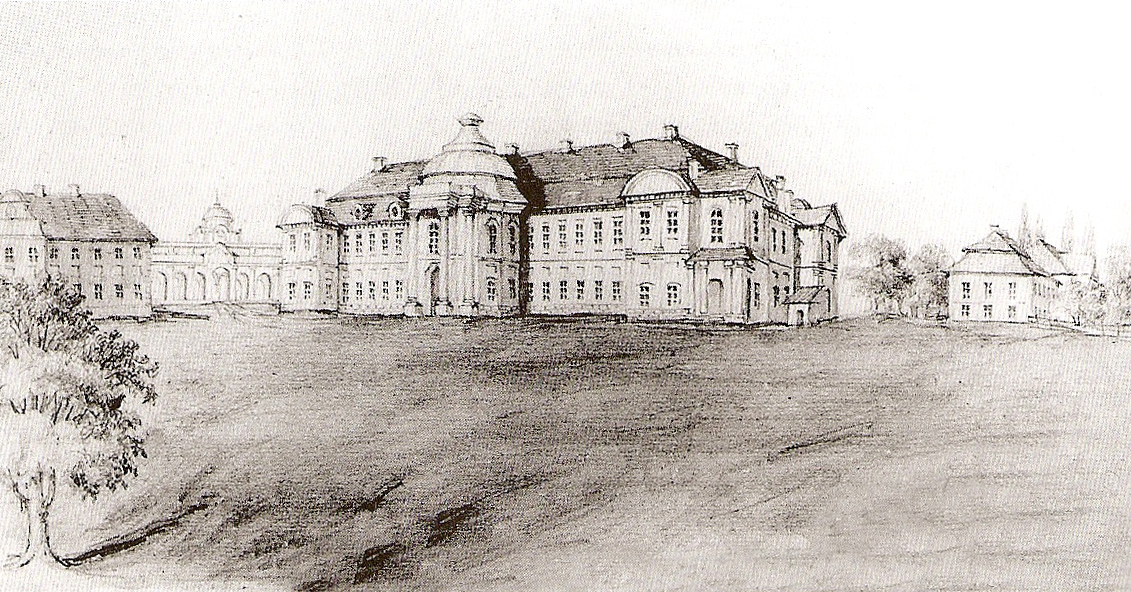
Дворец Сангушков, Изяслав

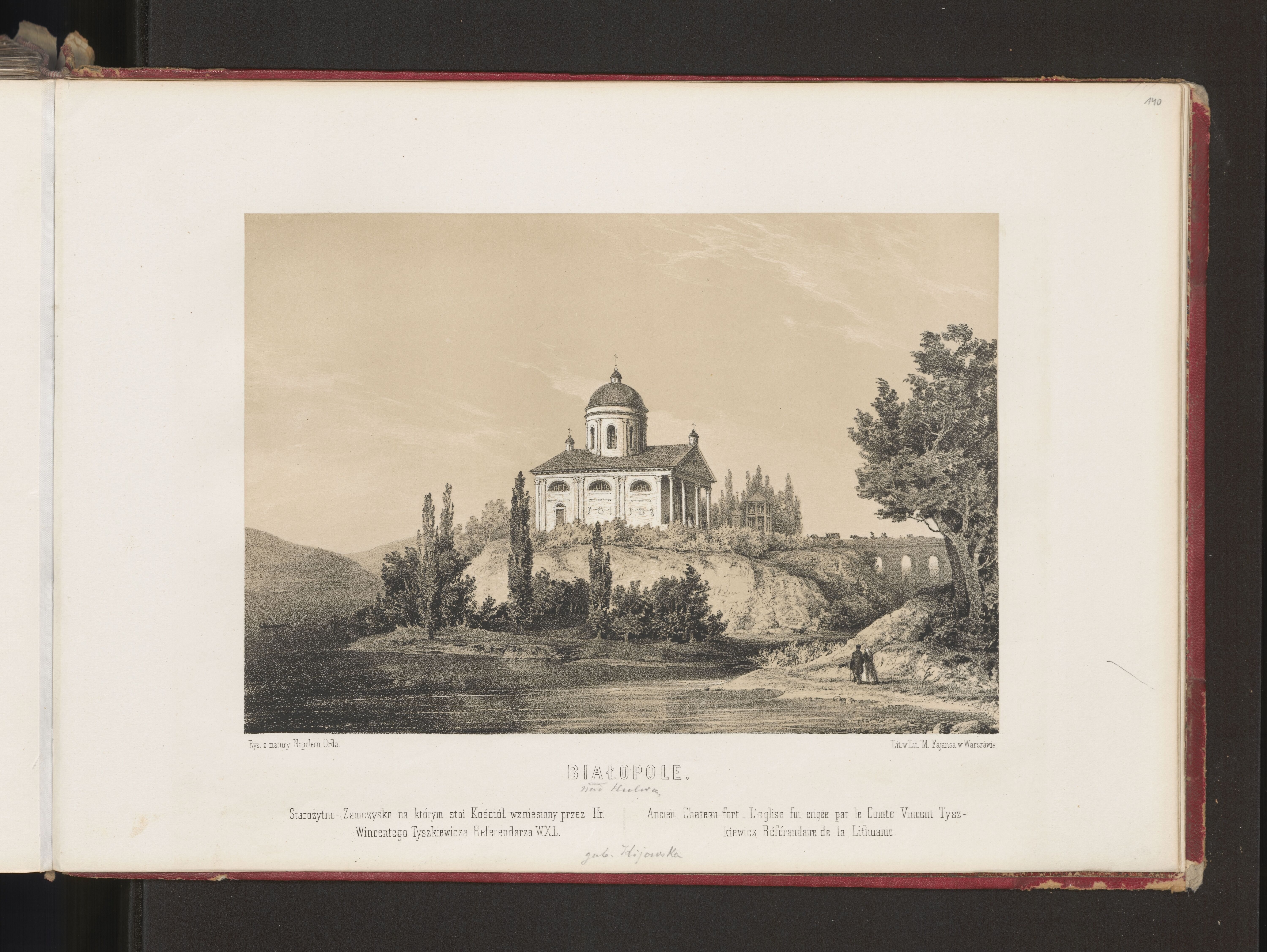
Костел св.Антония Падуанского, Белополье 1875

Родился в родовом поместье Вороцевичи Кобринского уезда Гродненской губернии (ныне — деревня в Ивановском районе Брестской области).
Отец Наполеона, инженер-фортификатор, Михаил Орда, происходил из обедневшего татарского рода, предки которого в XIV веке во времена правления Великого князя литовского Витовта переселились из Золотой Орды и честным служением новой Родине заслужили признание и уже в XVIII веке были достаточно состоятельными шляхтичами.
Мать Наполеона Орды, талантливая пианистка Жозефина Бутримович являлась дочерью известного общественного деятеля, пинского старосты Тадеуша Бутримовича (пол. Butrymowicz).
Наполеон Орда был крещён 24 февраля в Крестовоздвиженском католическом храме в соседнем Янове.
Начальное образование получил дома от своих родителей, после чего обучался в гимназии в Свислочи.
В 1823 году поступил в Виленский университет на физико-математический факультет. За участие в деятельности тайного студенческого общества «Зоряне» в 1827 году арестован и исключён из университета. После 15-месячного тюремного заключения вернулся в Вороцевичи, где находился под надзором полиции.
Принял активное участие в восстании 1831 года, за что награждён крестом ордена «Virtuti Militari» и получил звание капитана.
После подавления восстания в 1833 году Наполеон Орда был вынужден оставить свой дом и под чужим именем эмигрировать в Париж. Находясь в эмиграции, проживал в Австрии, Швейцарии, Италии, а в сентябре 1833 года получил статус эмигранта во Франции и остался в Париже. В это время определяются его основные приоритеты в творчестве — занятия музыкой и живописью.
Парижский период жизни принес Наполеону Орде известность в широких кругах европейской интеллигенции. Он был знаком с Ференцем Листом, Джоаккино Россини, Джузеппе Верди, Шарлем Гуно, Гектором Берлиозом, Оноре де Бальзаком, Анри Стендалем, Полиной Виардо, Иваном Тургеневым. Вместе с Фредериком Шопеном он музицировал на вечерах в домах Плятеров и Чарторыйских. Принимал участие в литературных собраниях, сопровождая игрой на фортепиано поэтические импровизации Адама Мицкевича.
С 1833 года учился рисованию в студии мастера архитектурного пейзажа Пьера Жерара. В путешествиях по Франции, Австрии, Шотландии, Бельгии, Голландии, Испании, Португалии, Северной Африке рисовал пейзажи, главным образом городские виды.
С 1847 года — директор Итальянской оперы в Париже до её закрытия во время революции (1848). Принимал активное участие в деятельности так называемой Великой польской эмиграции. После того, как Александр II в 1856 году объявил об амнистии для участников восстания, вернулся на родину. С 1856 года жил в Пинске. В 1862 году переехал на Волынь и по приглашению генерала Адама Ржевуского был домашним учителем музыки.
Первые рисунки датируются 1840 годом. Начиная с 1872 в ежегодных летних путешествиях систематично запечатлевал достопримечательные места Волыни, в 1875—1877 — Белоруссии, Литвы, Жмуди, Лифляндии, в 1878—1879 Галиции и Восточной Пруссии, в 1880 — Царство Польское. Общая коллекция рисунков Наполеона Орды составляет более 1150 пейзажей.
Умер Наполеон Орда в Варшаве. Согласно завещанию его похоронили в Янове в фамильном склепе.

## Творчество
Автор полонезов, мазурок, вальсов, ноктюрнов. Составил «Grammaire analitique et pratique de la langue polonaise a l’usage des Français» («Грамматики польского языка для французов», Париж, 1856; Берлин, 1858, в передел. виде — Варшава, 1874), издал «Album dzieł kompozytorów polskich» (1838), «Gramatyka muzyki» («Грамматика музыки», Варшава, 1873) и альбом видов губерний Гродненской, Виленской, Минской, Ковенской, Волынской, Подольской и Киевской, материал для которого собрал во время своих путешествий.
На каждом рисунке Орды есть небольшая деталь — непринужденно, словно ненароком, изображены люди.
Творческим и жизненным кредо художника были слова: «Кто хоть горстью землю носит, тот сможет насыпать гору». Имя художника и его творчество хорошо известны в Белоруссии и Польше. Издавались отдельные альбомы его рисунков, каталоги произведений.

## Наполеон Орда и Украина

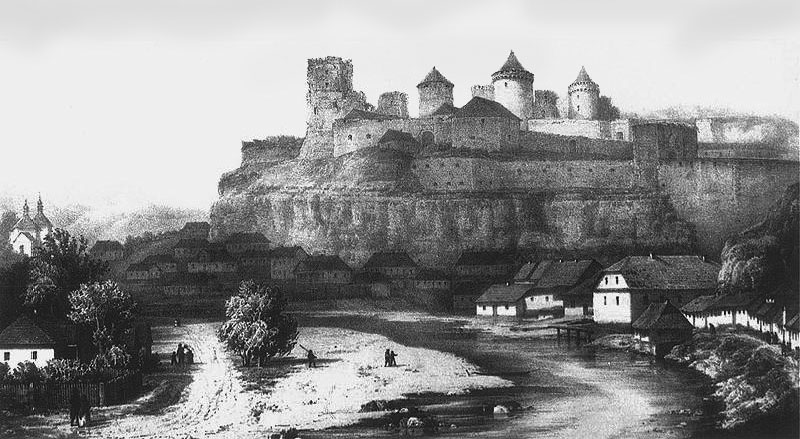
Каменец-Подольский

До нашего времени дошло 177 произведений художника, на которых изображены архитектурные пейзажи Украины.
Его рисунки были использованы во время подготовки проектов реставрационных работ следующих объектов:
- Андреевская церковь в Киеве
- костел Иоанна Предтечи в Белой Церкви
- крепость в Каменце-Подольском
- Подгорецкий замок
- Дубенский замок
- Острожский замок
- Летичевский замок

## Наполеон Орда и Беларусь

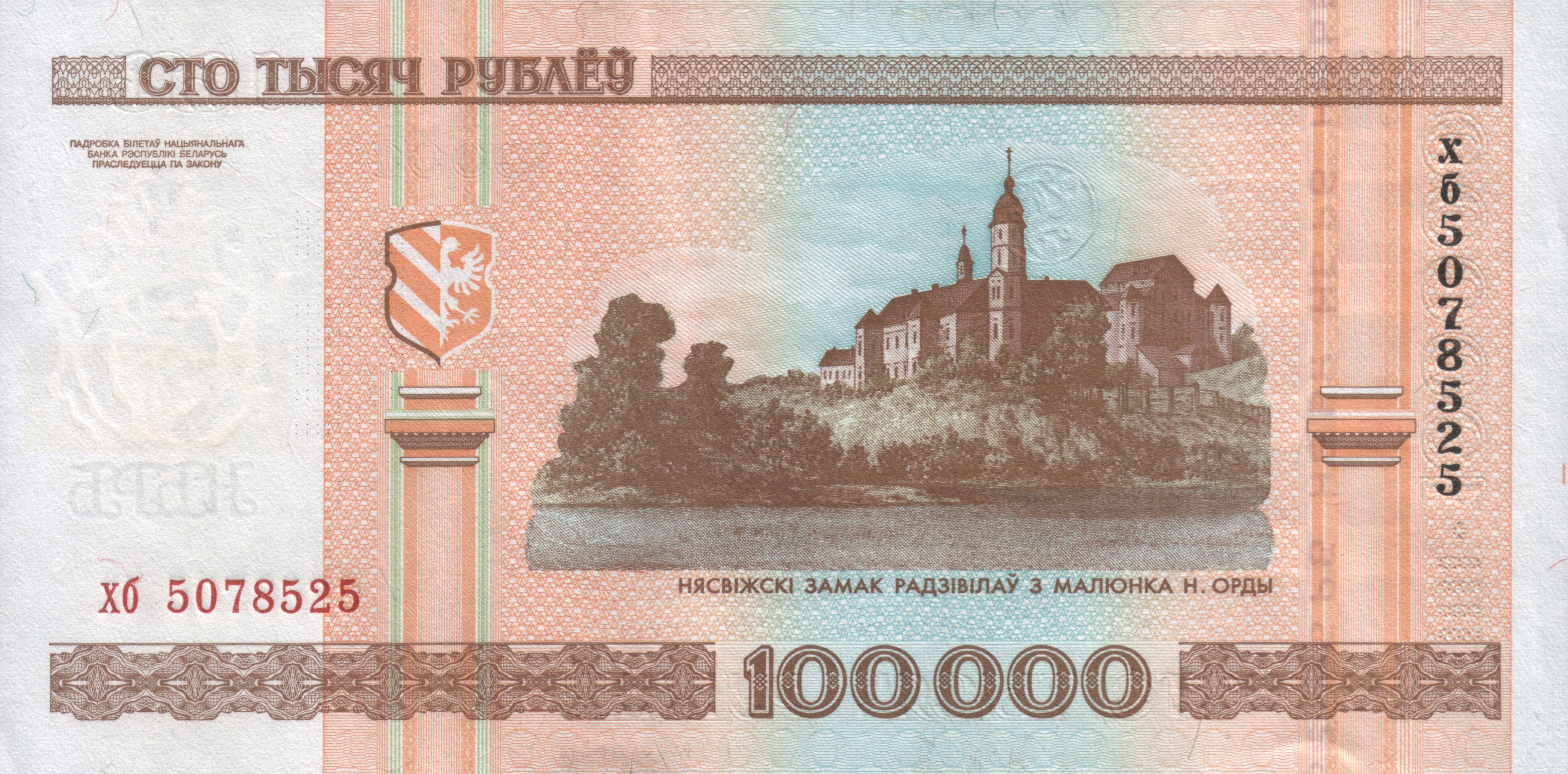
100 000 белорусских рублей

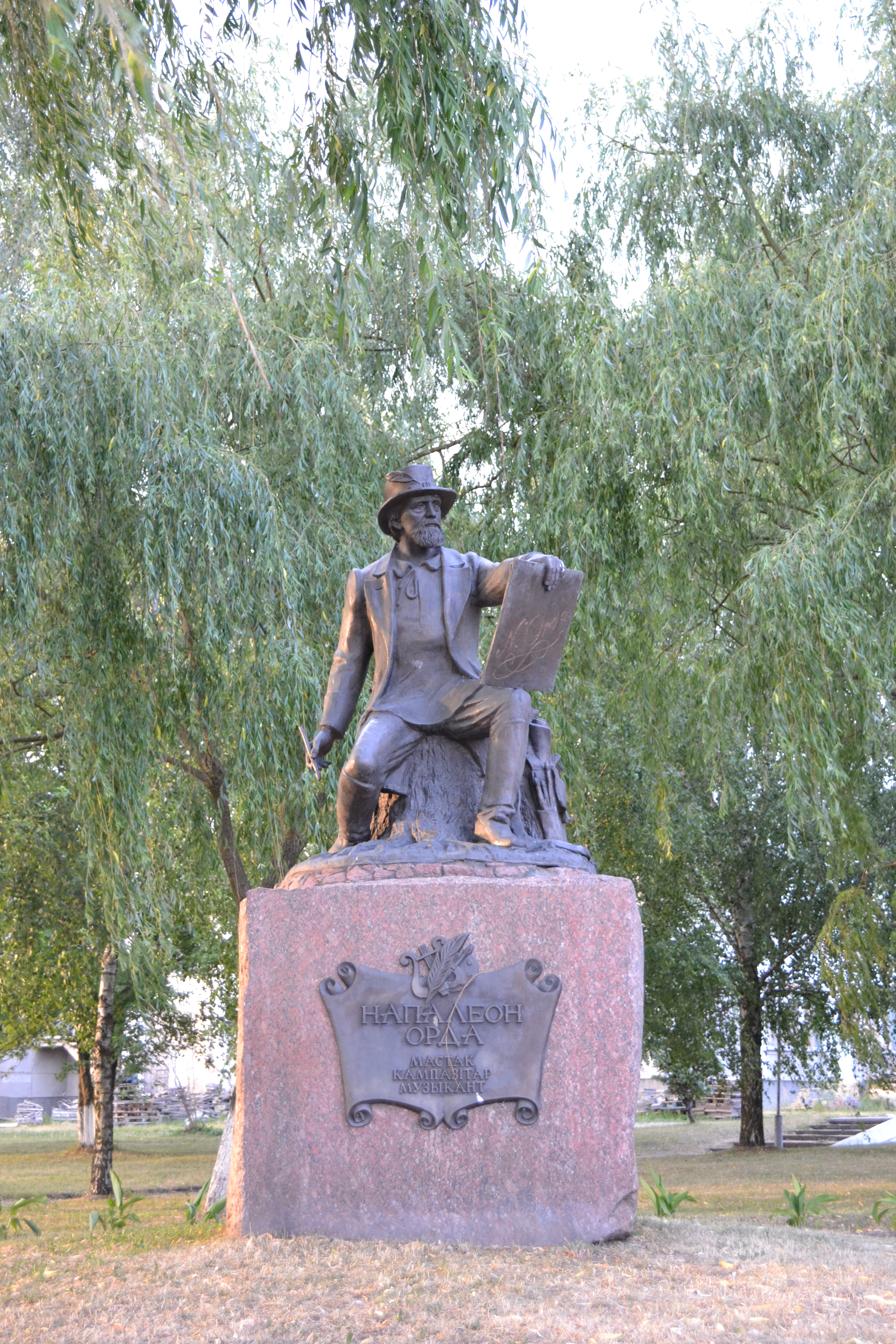
Памятник Н. Орде в Иваново

Среди белорусских работ Орды: «Воложинский дворец», «Геранёнский замок», «Дятловская усадьба», «Закозельская усадьба», «Логойский парк», «Ружанский дворец», «Скоковский дворец», «Минск. Соборная площадь», «Свислочь», «Гродно», «Освея», «Кревский замок», «Новогрудок» (1850—1870-е годы). По его рисункам и акварелям в 1873—1883 годах в Варшаве созданы (художник А. Мисерович) и изданы литографии (260 графических листов в 8 сериях).

Именем Наполеона Орды названы улицы в Минске, Бресте и Гродно, художественная школа в Пинске, работа художника (изображение Несвижского замка Радзивиллов) запечатлена на второй по номиналу белорусской банкноте образца 2000 года (100 000 рублей).

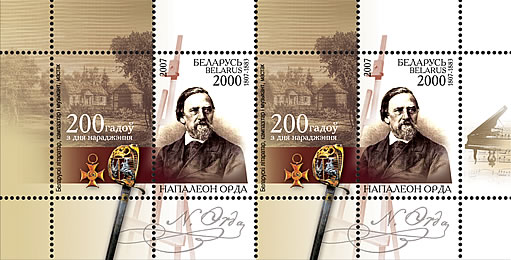
Почтовая марка, 2007 год

В 1997 году в городе Иваново Брестской области (на перекрёстке улиц Ленина и Советской) установлен памятник Наполеону Орде (скульптор И. В. Голубев, архитектор В. И. Косяк). Памятник является единственным в Европе.
В деревне Вороцевичи Ивановского района Брестской области находится Районный музейный комплекс имени Наполеона Орды. 26 ноября 2021 года в торжественной обстановке был открыт для посетителей Усадебный дом Наполеона Орды в урочище «Красный Двор».
200-летие:
- В феврале 2007 года были выпущены памятные серебряные (20 рублей, 5 тысяч штук) и медно-никелевые (1 рубль, 7 тысяч штук) монеты в честь 200-летия со дня рождения художника и композитора[8].
- В культурно-просветительском центре современного искусства имени Язепа Дроздовича проходила выставка по результатам пленэра (проходил на Глубокщине c 25 декабря), посвящённая 200-летию со дня рождения Наполеона Орды[9].

Работы Наполеона Орды
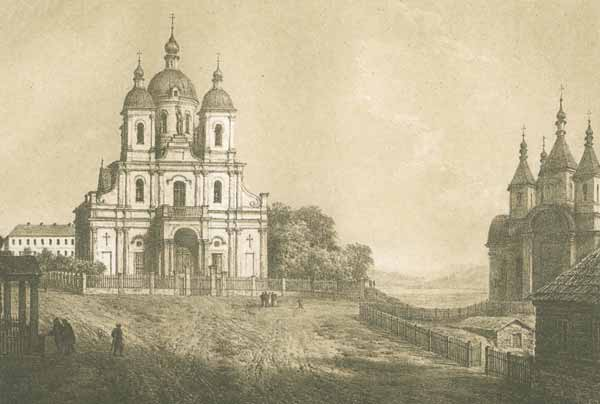
Белыничи, Костёл и монастырь кармелитов
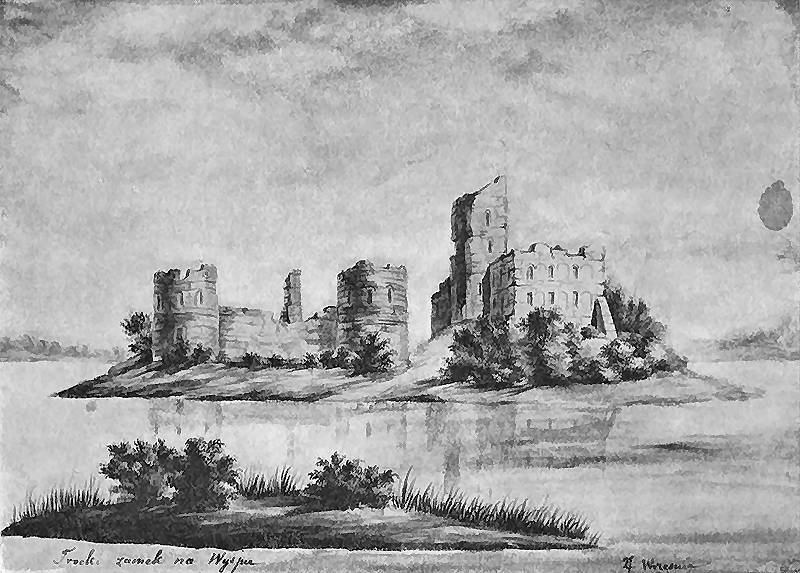
Троки (1877)
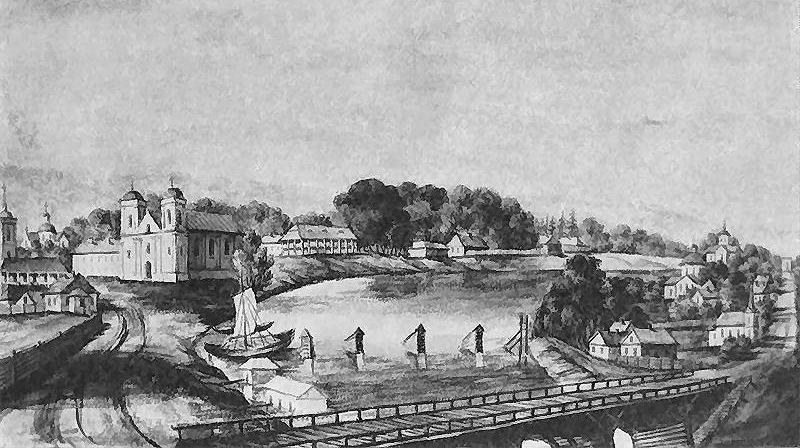
Могилёв (1877)
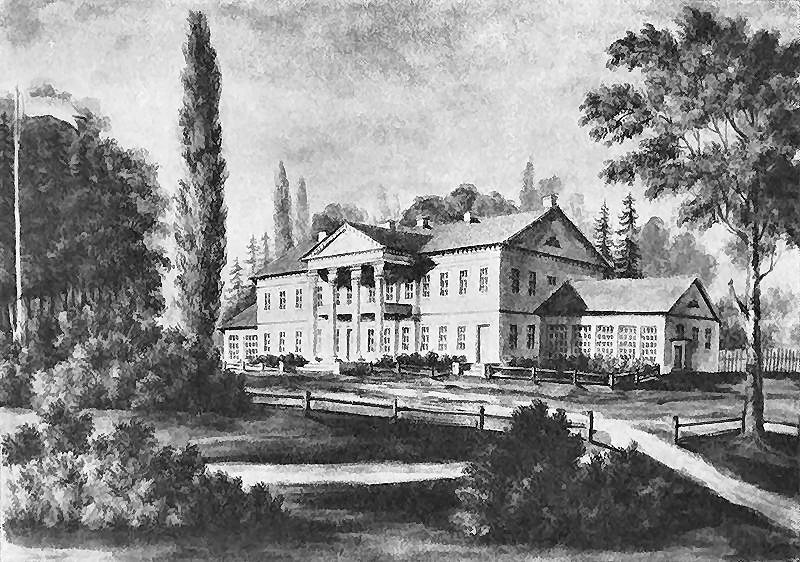
Дукора, дворец Огинских
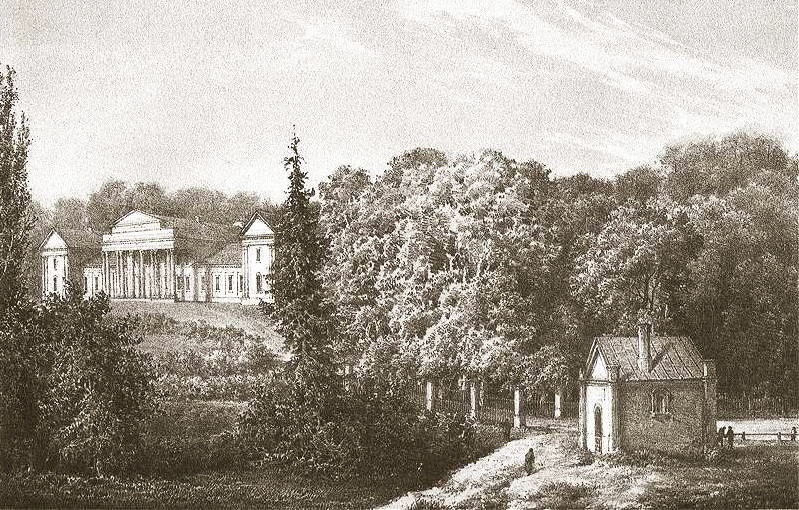
Логойск
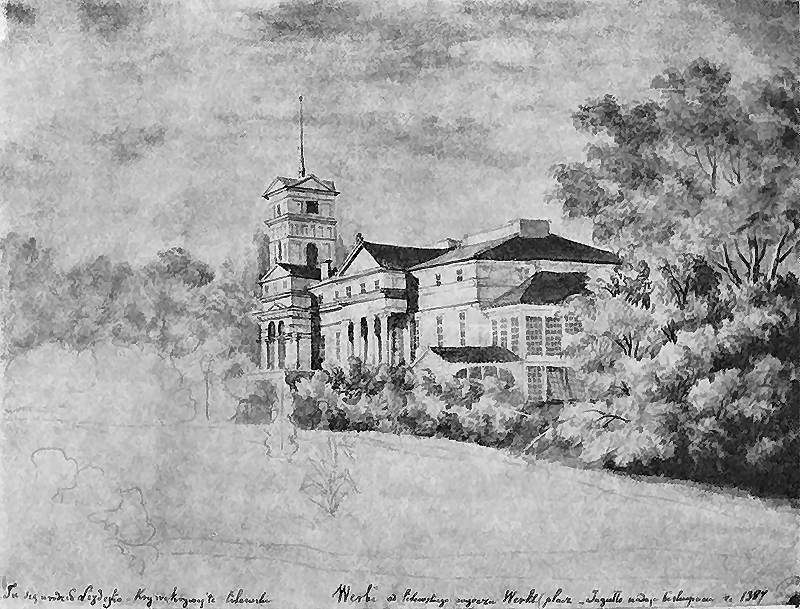
Вяркяйский дворец, Вильна
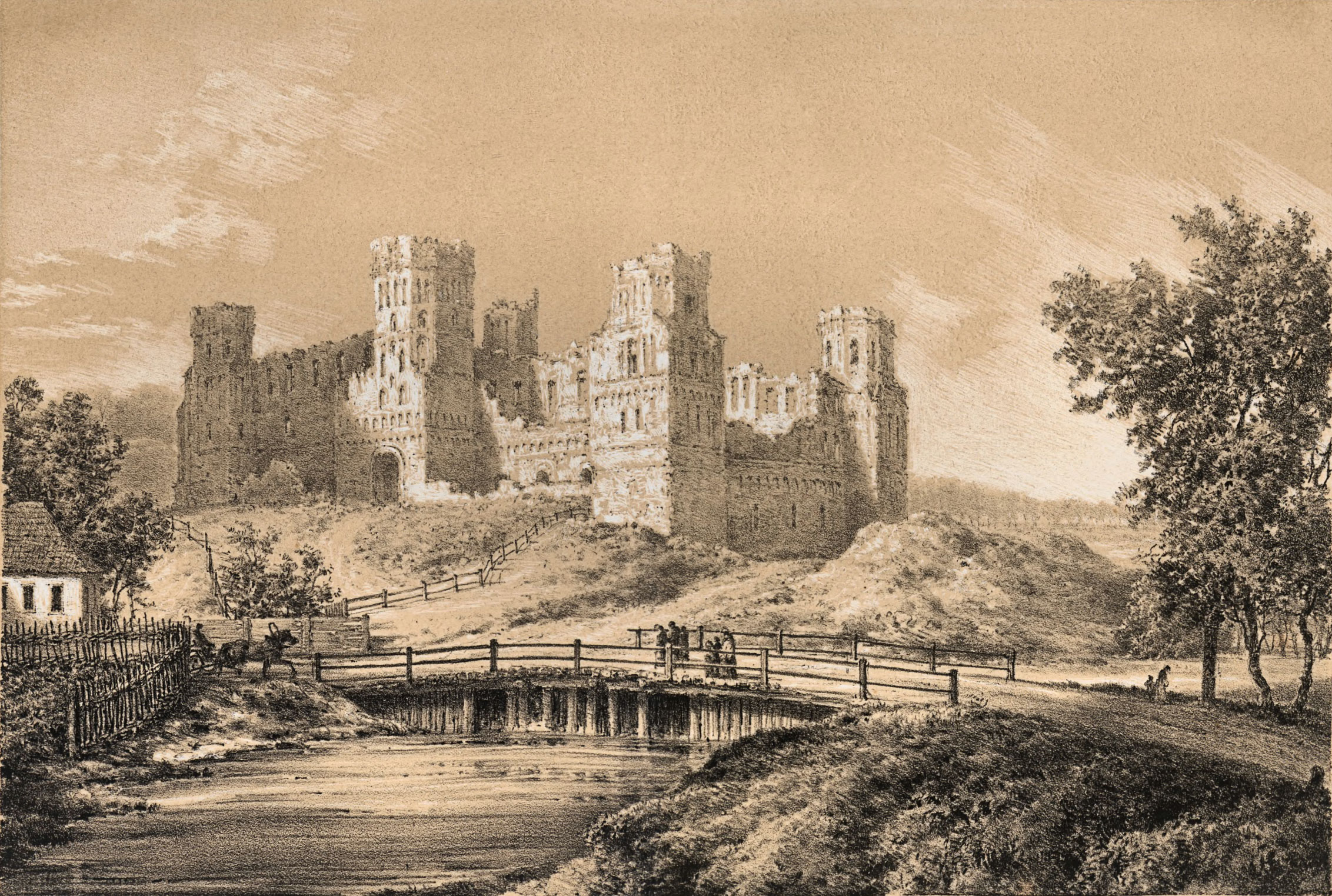
Мирский замок (1876)
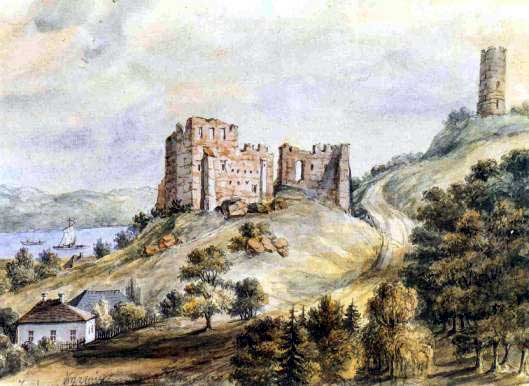
Руины замка в Казимеже (1870)